# Марек, Франц
Франц Марек (нем. Franz Marek, 18 апреля 1913, Прёмзель, Австро-Венгрия, ныне Пшемысль, Польша — 28 июня 1979, Нойкирхен, Австрия) — австрийский философ-марксист польско-еврейского происхождения, участник французского Сопротивления, политический деятель (член Политбюро КПА, позднее независимый левый). Товарищ Эрнста Фишера, муж Барбары Куденхове-Калерги.
Состоял в запрещенной компартии Австрии, после аншлюса эмигрировал во Францию. В период участия во французском движении Сопротивления был арестован и подвергнут пыткам. Ожидал казни в тюрьме гестапо в 1944 году, остался в живых в связи с отступлением немецкой армии.
После 1945 года Марек был одним из руководителей Коммунистической партии Австрии, в течение многих лет был членом Политбюро и считался сторонником жесткой просталинской идеологической линии. 22 января 1951 года выжил в ДТП на автодороге между Флоренцией и Ливорно, в котором погибли трое руководителей местной федерации ИКП (в том числе итальянский сенатор Илио Баронтини).
В 1960-е годы взгляды Марека постепенно менялись в сторону более либеральных под влиянием Пражской весны, а возможно, и его жены Барбары Куденхове-Калерги. В 1969 исключен из компартии за «ревизионизм».
Умер в 1979 году от сердечного приступа. Историк-марксист Эрик Хобсбаум назвал Марека «героем XX века».

## Публикации
- Frankreich von der dritten zur vierten Republik, Wien 1947 (нем.)
- Stalin, der Mensch und sein Werk, Wien 1949 (нем.)
- Philosophie der Weltrevolution, Wien 1966 (нем.) (на английском — New York, 1969)
- Теории революции и переходные фазы // История марксизма. Том 4. Марксизм сегодня. Вып.1. / Пер. с ит. — М.: Прогресс, 1986. — Рассылается по специальному списку